# Edmond Haan
Edmond Haan (Schorndorf, Németország, 1924. május 25. – Strasbourg, 2018. augusztus 15.) válogatott francia labdarúgó, csatár.

## Pályafutása

### Klubcsapatban
Az ASPV Strasbourg csapatában kezdte a labdarúgást. 1947-től az RC Strasbourg labdarúgója volt. Az 1949–50-es idényben kölcsönben szerepelt a másodosztályú Nîmes Olympique együttesében és bajnoki gólkirály lett 27 góllal. A következő idényben visszatért a strasbourgi csapathoz és rögtön bajnokságot nyert az együttessel. 1961-ben vonult vissza az aktív labdarúgástól.

### A válogatottban
1951 és 1953 között négy alkalommal szerepelt a francia válogatottban.

## Sikerei, díjai
Nîmes Olympique
- Francia bajnokság (Ligue 2)
  - gólkirály: 1949–50 (27 gól)

 RC Strasbourg
- Francia bajnokság (Ligue 1)
  - bajnok: 1950–51